# DJ Project
DJ Project ist ein rumänisches Musikerduo aus Timișoara im Bereich der elektronischen Pop- und Dance-Musik, welches im Jahr 2000 gegründet wurde. In den 2000er Jahren war Ellie White Teil der Gruppe und fungierte als Sängerin bis 2009. Von 2009 bis 2011 übernahm Giulia Anghelescu diesen Part, ehe sie von Adela Popescu abgelöst wurde, welche bis 2015 Mitglied war. Seit 2016 arbeiteten DJ Manzotti und DJ Maxx mit verschiedenen Sängerinnen zusammen, darunter Ela Rose, Andia und Mira.
DJ Project wurde in den 2000er und Anfang der 2010er Jahre mit Songs wie Lumea ta, Privirea ta, Șoapte, Nu, Regrete, Mi-e dor de noi und Bun Rămas sowohl national als auch international bekannt. Heute zählt das Duo zu einer der beliebtesten und erfolgreichsten im rumänischen Sprachraum.

## Geschichte

### 2000 bis 2009
Anfang des Jahres 2000 lernten sich Gino Manzotti (mit bürgerlichem Namen Handke Giuseppe) und DJ Maxx (mit bürgerlichem Namen Ovidiu Florea Nicolae), in Timișoara kennen. Sie gründeten im Oktober 2000 zunächst zu zweit ein Pop-Duo unter dem Namen DJ Project.
Nach der Gründung suchten beide Produzenten nach einer weiblichen Stimme. Die Entscheidung fiel dabei auf Ellie White (mit bürgerlichem Namen Elena Baltagan); dies markierte zugleich den Beginn von Ellie Whites Gesangskarriere. Ein paar Monate später kam die dreiköpfige Gruppe bei dem Musiklabel Sony Music Media Services unter Vertrag. In der Anfangszeit wurden hauptsächlich Eigenproduktionen in rumänischer Sprache produziert und veröffentlicht, darunter die Lieder Te chem, În lumea ta und Spune-mi tot ce vrei.
Ein Jahr später, 2001, veröffentlichte DJ Project das erste Album Experience, welches anfangs nur mäßigen Erfolg erzielen konnte. Mit Claudia Pavel kam 2002 eine zusätzlich zweite weibliche Frontstimme dazu; somit entstand ein neues Erscheinungsbild der Gruppe. Im darauf folgenden Jahr verließ Pavel die Gruppe wieder, um sich auf künftige Soloprojekte zu konzentrieren.
Nach Pavels Ausstieg kam das Album Lumea ta („Deine Welt“) auf den Markt, welches bemerkbar erfolgreicher wurde als das erste Album Experience. Die ein Jahr später produzierte und veröffentlichte Single Lumea ta hielt sich 40 Wochen in den rumänischen Top 100.
2005 folgte das vierte Album Șoapte („Flüstern“), dass besonders in Rumänien Erfolg erzielen konnte. Die beiden Titel Privirea ta und Șoapte hielten sich für mehrere Wochen an der Spitze der rumänischen Charts.
Im Juli 2006 erschien das fünfte Album Povesta mea („Meine Geschichte“), auf dem sich 15 Titel befinden, darunter das englischsprachiges Lied Before I sleep sowie eine Club-Version. Vier Monate später wurde die Band nach einem Auftritt in Kopenhagen mit dem MTV Europe Music Award unter der Kategorie Bester rumänischer Akt ausgezeichnet.
Der in der Zwischenzeit produzierte und veröffentlichte Song Ești tot ce am („Du bist alles, was ich habe!“) wird noch heute gern von rumänischen Radiosendern, u. a. von Radio Zu, gespielt.
2009 stieg Ellie White aus der Band aus, um eine Karriere als Solokünstlerin fort zu führen.

### 2009 bis 2011
Nach Ellie Whites Ausstieg im Jahr 2009 trat die aus Galați stammende Sängerin und DJ Giulia Anghelescu ihre Position als Frontfrau der Band an.
Innerhalb von drei Jahren nahm das Duo gemeinsam mit Anghelescu die Songs Nu („Nein“) (2009), Regrete („Bereuen“) (2010) und Mi-e dor de noi („Ich vermisse uns“) (2011) auf, die in Rumänien, aber auch in anderen südosteuropäischen Ländern, darunter Bulgarien, hohe Chartpositionen erreichten. Zudem wirkte Anghelescu bereits am ersten Studioalbum Experience mit.
Nach drei Jahren verließ Anghelescu aufgrund ihrer Schwangerschaft DJ Project.

### 2011 bis 2016
Im Jahr 2011 suchten DJ Gino Manzotti und DJ Maxx daher nach einer neuen Frontstimme. Sie entdeckten dabei zufällig Adela Popescu, die auch als Schauspielerin tätig ist und in mehreren rumänischen Telenovelas und Fernsehserien Auftritte hatte. Ein Jahr danach erschien die Single Bun Rămas („Auf Wiedersehen“), welcher Platz 10 in den Romanian Top 10 erreichte und sich vielfach verkaufte.
2015 begann DJ Project die Arbeiten am neunten Studioalbum Best of 15 Years, welches die besten und erfolgreichsten Titel, darunter Șoapte, Privirea ta, Încă o noapte, Hotel, Nu, Regrete, Mi-e dor de noi und Bun Rămas, der letzten 15 Jahre beinhaltet. Das Album wurde noch im selben Jahr veröffentlicht, ehe Popescu nach fünf Jahren Zusammenarbeit ausstieg. Grund hierfür war wie bei Giulia Anghelescu die bevorstehende Geburt eines Kindes.

### 2016 bis 2019
Im Frühjahr gaben DJ Manzotti und DJ Maxx bekannt, dass Adela Popescu die Gruppe verlassen wird; ihre Nachfolgerin wurde die aus Ștei stammende Sängerin und Model Ela Rose (mit bürgerlichem Namen Manuela Chereji). Manzotti arbeitete bereits gemeinsam mit David Deejay an Cherejis Promosingle No U No Love.
Im April 2016 erschien mit Sevraj die erste gemeinsame Single, welche sich in der rumänischen Charts platzieren konnte. Nach nur einem halben Jahr, im September, beendete Ela Rose aus unbekannten Gründen ihre Gesangskarriere bei DJ Project. Einen Monat danach wurde die Sängerin Xenia Costinar aus Cluj-Napoca neues Mitglied des Trios. Das Lied Ochii care nu se văd, komponiert von Adi Cristescu und Chris Mayer, wurde am 13. Oktober herausgebracht und erreichte seitdem 5,7 Millionen Klicks auf der Internetplattform YouTube (Stand 2020).
Gegen Ende des Jahres verließ Costinar ebenfalls unter unbegründeten Umständen die Gruppe. Im Dezember 2016 gaben DJ Project der Öffentlichkeit bekannt, dass sie erneut mit Giulia Anghelescu, die bereits von 2009 bis 2011 die Rolle der Sängerin übernommen hatte, zusammenarbeiten werden. Am 3. März 2017 erschien die Single O Secunda. Der Song wurde von den Labels Cat Music, Mediapro Music und Sprint Music herausgegeben. Vier Monate nach der Veröffentlichung von O Secunda folgte das Lied Duminică im Duett mit der Sängerin Elena Gheorghe. Zu Duminică erschien am 6. Juli ein Musikvideo auf der Videoplattform YouTube.
Zu Beginn des Jahres 2018 gaben DJ Gino Manzotti und DJ Maxx auf Twitter und Facebook öffentlich bekannt, dass die Sängerin Mira künftig ab dem Frühjahr die Rolle der Frontstimme übernimmt. Ende Februar/Anfang März wurde das Lied Inimă nebună produziert. Als Veröffentlichungstermin nannte das Trio den 23. März 2018. In den Top-Ten-Charts erreichte der Song für eine Woche den zehnten Platz. Am 18. November erschien mit Omnia die zweite Interpretation, die jedoch keine Chartplatzierung erlangen konnte.

### Seit 2019
Am 5. März 2019 erschien das Lied 4 Camere in gemeinsamer Arbeit mit der Sängerin Ami. Der Song wurde unter dem Label Global Records herausgebracht; in den Romanian-Top-100-Charts erreichte 4 Camere den 12. Platz. In den darauf folgenden Monaten April und Mai veröffentlichte DJ Project vier weitere Mixversionen des Liedes.
Im Herbst 2019 beendete Sängerin Mira ihre Mitarbeit bei DJ Project und verließ das Trio, um sich auf ihre Karriere als Solokünstlerin zu konzentrieren. DJ Manzotti und DJ Maxx gaben danach bekannt, dass die Sängerin Andia fortan den Gesang übernehmen wird. Andia widmete sich der Musik bereits vor ihrer Zusammenarbeit mit DJ Project und veröffentlichte u. a. auch Lieder wie Sabes tu und Lost. Am 10. September 2019 erschien der Song Retrograd, komponiert und produziert von DJ Manzotti, Alex Pelin, Achi und Vlad Lucan. Retrograd wurde unter dem Label Global Records veröffentlicht und erreichte in der ersten Woche Platz 1 in den rumänischen Top-Ten-Charts. Auf der Plattform Shazam war das Lied die meistgesuchte Interpretation aus Rumänien; im Januar 2020 wurde Retrograd als der meist gespielte Song in den rumänischen Radiosendern gekürt.
Anfang Juli präsentierten DJ Project und die Sängerin Andia das Lied Slăbiciuni. Das Veröffentlichungsdatum gaben sie auf Twitter und Facebook bekannt. Der Song erschien offiziell am 9. Juli auf Spotify. Auf der Musikplattform Deezer war Slăbiciuni bereits seit dem 9. Juni verfügbar. Das Lied erreichte Platz 7 in den Romanian-Top-Ten-Charts und hielt sich für eine Woche auf dieser Position. Für das Lied wurden sieben verschiedene Mixversionen aufgenommen und am 1. Mai veröffentlicht.

## Diskografie

### Alben
- 2002: Spune-mi tot ce vrei
- 2004: Lumea ta
- 2005: Șoapte
- 2006: Povesta mea
- 2007: Două anotimpuri
- 2009: In the club

### Singles
| Jahr | Titel Album                 | Höchstplatzierung, Gesamtwochen, AuszeichnungChartsChartplatzierungen (Jahr, Titel, Album, Platzierungen, Wochen, Auszeichnungen, Anmerkungen) | Anmerkungen                                          |
| Jahr | Titel Album                 | RO | Anmerkungen                                          |
| ---- | --------------------------- | --- | ---------------------------------------------------- |
| 2005 | Privirea ta Șoapte          | RO1 (1 Wo.)RO | Erstveröffentlichung: 11. Juli 2005                  |
| 2005 | Șoapte                      | RO1 (… Wo.)RO | Erstveröffentlichung: 11. Juli 2005                  |
| 2006 | Încă o noapte Povestea mea  | RO1 (3 Wo.)RO | Erstveröffentlichung: 10. Juli 2006                  |
| 2006 | Ești tot ce am Povestea mea | RO2 (3 Wo.)RO | Erstveröffentlichung: 10. Juli 2006                  |
| 2007 | Două anotimpuri             | RO1 (… Wo.)RO | Erstveröffentlichung: 6. Juli 2007                   |
| 2009 | Nu                          | RO3 (… Wo.)RO | Erstveröffentlichung: 30. Juni 2009                  |
| 2010 | Regrete                     | RO8 (2 Wo.)RO | Erstveröffentlichung: 28. Juni 2010                  |
| 2011 | Mi-e dor de noi             | RO5 (7 Wo.)RO | Erstveröffentlichung: 26. Juni 2011                  |
| 2018 | Inimă nebună                | RO10 (1 Wo.)RO | Erstveröffentlichung: 23. März 2018 feat. Mira       |
| 2019 | Retrograd                   | RO10 (1 Wo.)RO | Erstveröffentlichung: 10. September 2019 feat. Andia |
| 2020 | Slăbiciuni                  | RO7 (1 Wo.)RO | Erstveröffentlichung: 9. Juni 2020 feat. Andia       |
| 2022 | La timpul lor               | RO2 (12 Wo.)RO | Erstveröffentlichung: 25. Januar 2022 feat. EMAA     |

Singles
- 2005: Privirea ta (Italian Version)
- 2007: Lacrimi de înger
- 2008: Departe de noi
- 2009: Over and over again (feat. Deepside Deejays)
- 2009: Miracle Love
- 2009: Hotel
- 2011: I'm Crazy in Love
- 2012: Bun Rămas
- 2013: Fără tine
- 2013: Vraja ta
- 2016: Sevraj (feat. Ela Rose)
- 2016: Ochii care nu se văd (feat. Xenia)
- 2017: O Secunda (feat. Giulia Anghelescu)
- 2017: Duminică (feat. Elena Gheorghe)
- 2017: Omnia (feat. Mira)
- 2019: În locul meu (feat. Theo Rose)
- 2019: 4 camere (feat Ami)
- 2020: Weakness
- 2021: Parte din tine (feat. Roxen)
- 2021: Cheia inimii mele (feat. Mira)
- 2021: Cheia inimii mele (feat. Mira, Cristi Nitzu & Moonsound)
- 2022: Iubirea mea (feat. Ana Baniciu)
- 2022: Ochii tăi (feat. Lidia Buble)
- 2023: Fulgul (feat. Holy Molly)
- 2023: Supranatural (feat. Ioana Ignat)
- 2023: Privirea ta (feat. Alina Eremia)

### Gastbeiträge
- 2023: Numai tu! (Annais feat. DJ Project)

## Auszeichnungen
Romanian Music Awards
Gewonnen
- 2010: In der Kategorie „Best Group“ für den Song Nu
- 2011: In der Kategorie „Best Group“ für den Song Mi-e dor de noi
- 2012: In der Kategorie „Best Group“ für den Song Bun Rămas

Romanian Music Award: „10 Years Of“ Special Award
- 2010: In der Kategorie „Bestes Gesangsalbum - Pop und Dance“ für das Album In the club

MTV Europe Music Award
- 2006: In der Kategorie „Best Romanian Act“